# Bugne
Les bugnes du Sud-Est sont de petites pâtisseries de la famille des beignets, dont les cousines proches sont les merveilles du Sud-Ouest de la France et en Vallée d'Aoste. C'est une spécialité culinaire répandue dans la zone de langue arpitane, notamment en Dauphiné, Forez, Lyonnais, Savoie et Vallée d'Aoste, ainsi que dans la Vallée du Rhône, en Franche-Comté et en Auvergne.

## Étymologie
Le mot bugne est la francisation du terme lyonnais bugni et désigne un beignet. Les deux mots ont une origine identique, mais le traitement par chacune des langues (à savoir l'arpitan et le français) s'est fait différemment. Aujourd'hui, en français régional, le mot bugne s'est spécialisé dans ce type bien particulier de beignet tandis que le mot français beignet désigne tous les autres types de beignets.
Dans la première édition de Pantagruel, publiée à Lyon en 1532, François Rabelais mentionne les bugnes parmi les plats de la cuisine lyonnaise : « saucissons, cervelas, jambons, andouilles, hures de sangliers, gigots à l'aillade, fressures, fricandeaux, gras chapons au blanc mangier, hochepots, carbonades, cabirotades, hastereaux, gibiers à poil et à plumes, esclanches (gigot farci), carpes farcies, lavarets, recuites (fromages aromatisés avec des feuilles de pêcher), craquelins et macarons (pâtisseries sèches), pâtes de fruit, bugnes, etc. » .
La sixième édition, publiée en 1835, du Supplément au Dictionnaire de l'Académie française, ne connaît le terme qu'au féminin pluriel, qu'il définit ainsi : « Il se dit, dans quelques villes du midi de la France, d'une pâte faite avec de la farine, du lait et des œufs, que l'on roule en forme de boudin en l'entrelaçant, et que l'on fait frire à l'huile. » Y figure également l'existence du « dimanche des bugnes », à Lyon et ses environs.
Dans le Larousse de l'argot et français populaire, le mot bugne désigne au sens figuré : « une mandale, un coup de boule dans la tronche, un coup droit dans les artiches ». Le glissement de sens est peut-être lié au côté étouffe-chrétien du gâteau d'origine, mais plus encore à l'arpitan "bugner" qui veut dire avoir un accident. Par extension, le mot peut désigner également une bosse à la tête (forme du gâteau) ou s'employer transitivement dans des expressions du type « bugner sa bagnole » (lui faire une bosse).

## Histoire
L'origine des bugnes est très ancienne : il s'agissait déjà d'une spécialité dans la Rome antique qui se dégustait à l'époque du carnaval. En italien, on les appelle chiacchiere.
Traditionnellement, à Saint-Étienne, les charcuteries proposaient des bugnes juste avant le mardi gras afin de se rappeler au bon souvenir des Stéphanois qui allaient commencer le carême et donc délaisser leurs commerces. Les particuliers avaient également l'habitude d'en faire, afin de ne pas gâcher les matières grasses (huile de cuisson) dont l'usage était interdit par le carême. De nos jours, les boulangeries les proposent également, mais en respectant tout de même l'époque de mardi gras.

Dans Les vieilleries lyonnaises, Nizier du Puitspelu affirme qu'au XIXe siècle, les bugnes étaient à Lyon également associées à la période du carême, le dimanche des brandons y étant appelé « dimanche des bugnes ». À cette époque, 
« les bugnes ne contenoient ni laict, ni beurre, ni œufs, et se faisoient avec de la farine, de la levûre de bière ou de grain ensemble délayé dans de l'eau et frit dans l'huile ; le tout est de bien frire. »
— Louis, sieur des Guénardes
Il les mentionne comme un des agréments des vogues : « […] des vapeurs huileuses qui vous prennent aux poumons annoncent une cuisine de bugnes en plein vent. Le mince anneau de pâte, un peu plus grand qu'une bague, jeté dans la friture, grandit, se gonfle, se gonfle encore et devient une grosse bugne dorée, craquante. »

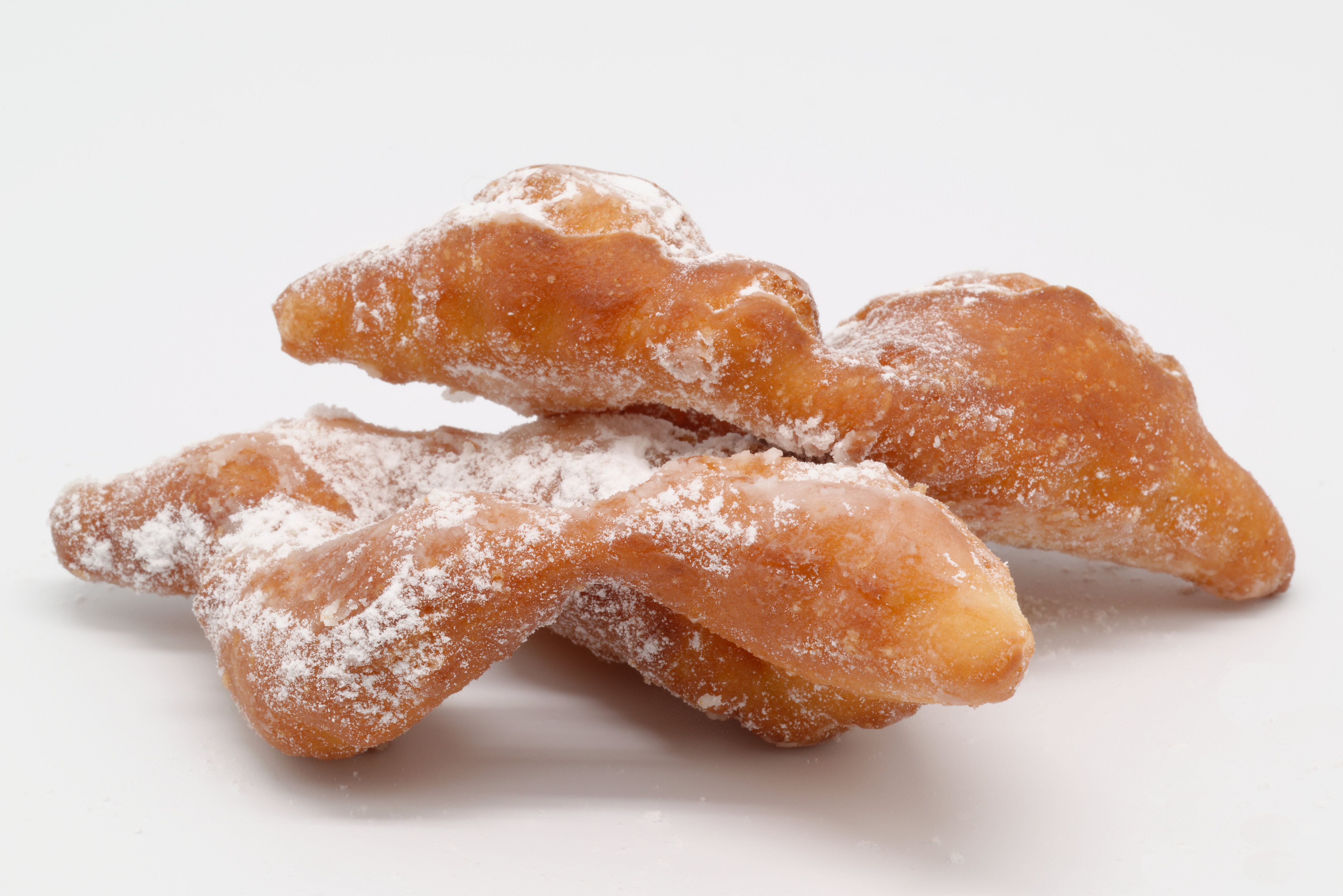
Bugnes du Bugey

Depuis 1997, le petit village ardéchois de Saint-Jean-le-Centenier met à l’honneur cette tradition en organisant chaque premier week-end de décembre « La Fête de la Bugne ».

## Versions
Les bugnes sont consommées dans de nombreux pays en Europe où ils ont leurs noms régionaux.
| La langue  | Le nom                                                   |
| ---------- | -------------------------------------------------------- |
| Français   | bugnes, ganses                                           |
| Biélorusse | хрушчы ou фаворкі (khrouchtchy ou favorki)               |
| Catalan    | orelletes, bunyetes                                      |
| Croate     | krostole                                                 |
| Danois     | klejner                                                  |
| Espagnol   | buñuelos de carnaval                                     |
| Allemand   | Raderkuchen                                              |
| Hongrois   | csöröge                                                  |
| Italien    | bugie, cenci, chiacchiere, crostoli, galani ou sfrappole |
| Lituanien  | žagarėliai                                               |
| Polonais   | chruściki, chrusty ou faworki                            |
| Roumain    | minciunele, cirighele ou scovergi                        |
| Russe      | хворост (khvorost)                                       |
| Slovaque   | fánka                                                    |
| Suédois    | klenäter                                                 |
| Tchèque    | boží milosti                                             |
| Ukrainien  | вергуни (vergouni)                                       |

On trouve deux types de bugnes. Les unes, dites « lyonnaises », sont jaunes, plates et croustillantes. Elles sont cuites dans une huile très chaude et la pâte est très fine. Les autres, les « bugnes stéphanoises », sont plus rouges et plus moelleuses. Elles sont réalisées à partir d'une pâte plus épaisse. Les boulangeries proposent généralement les deux types au moment des bugnes.[réf. nécessaire]
La recette des bugnes connaît un grand nombre de variantes (à la fleur d'oranger par exemple, ou au citron), de telle sorte qu'une ville ou province en particulier peut se l'approprier comme spécialité, voire en revendiquer l'invention. C'est le cas de la ville de Lyon par exemple. Il semblerait tout de même que la recette soit arrivée de Pologne au XVIe siècle (karnawalowe faworki ou krouchtiki) et ait été dérivée en la recette que l'on connaît aujourd'hui[réf. nécessaire].